# أندي ووكر
أندي ووكر (بالإنجليزية: Andy Walker)‏ (6 أبريل 1965 غلاسكو المملكة المتحدة - ) هو لاعب كرة قدم بريطاني يلعب كمهاجم.

## روابط خارجية
- أندي ووكر على موقع الاتحاد الإسكتلندي (الإنجليزية)
- أندي ووكر على موقع قاعدة بيانات كرة القدم.إي يو (الإنجليزية)
- أندي ووكر على موقع Soccerbase.com (لاعب) (الإنجليزية)